# 7257 Yoshiya
7257 Yoshiya este un asteroid din centura principală de asteroizi.

## Descriere
7257 Yoshiya este un asteroid din centura principală de asteroizi. A fost descoperit pe 7 ianuarie 1994 la Oizumi de Takao Kobayashi. El prezintă o orbită caracterizată de o semiaxă mare de 2,36 ua, o excentricitate de 0,10 și o înclinație de 3,7° în raport cu ecliptica.